# 2016年リオデジャネイロオリンピックのイギリス選手団
2016年リオデジャネイロオリンピックのイギリス選手団（2016ねんリオデジャネイロオリンピックのイギリスせんしゅだん）は、2016年8月5日から8月21日にかけてブラジルのリオデジャネイロで開催された2016年リオデジャネイロオリンピックのイギリス選手団、およびその競技結果。

## 概要
今大会は金メダル27個、銀メダル23個、銅メダル17個の合計67個のメダルを獲得した。

## メダル
| メダル | 選手名 | 競技           | 種目                     |
| ------ | --- | -------------- | ------------------------ |
| 金     | モハメド・ファラー | 陸上           | 男子5000m                |
| 金     | モハメド・ファラー | 陸上           | 男子10000m               |
| 金     | アダム・ピーティ | 競泳           | 男子100m平泳ぎ           |
| 金     | クリストファー・ミアーズ ジャック・ロー | 飛込           | 男子3mシンクロ板飛込     |
| 金     | アンディ・マレー | テニス         | 男子シングルス           |
| 金     | アレックス・グレゴリー モハメド・スビヒ ジョージ・ナッシュ コンスタンティン・ルルディス | ボート         | 男子舵なしフォア         |
| 金     | ポール・ベネット スコット・デュラント マット・ゴットレル マシュー・ラングリッジ トム・ランスレー ピート・リード ウィリアム・サッチ アンドリュー・トリッグス＝ホッジ フェラン・ヒル | ボート         | 男子エイト               |
| 金     | ヘレン・グラバー ヘザー・スタンニング | ボート         | 女子舵なしペア           |
| 金     | マディー・ヒンチ ローラ・アンスワース クリスタ・カレン ハンナ・マクロード ジョージー・トゥイッグ ヘレン・リチャードソン＝ウォルシュ スザンナ・タウンゼント ケイト・リチャードソン＝ウォルシュ サム・クエック アレックス・ダンソン ジゼル・アンズリー ソフィー・ブレイ ホリー・ウェッブ ショーナ・マコーリン リリー・アウスリー ニコラ・ホワイト | ホッケー       | 女子                     |
| 金     | ニコラ・アダムズ | ボクシング     | 女子フライ級             |
| 金     | マックス・ウィットロック | 体操           | 男子ゆか                 |
| 金     | マックス・ウィットロック | 体操           | 男子あん馬               |
| 金     | ハンナ・ミルズ サスキア・クラーク | セーリング     | 女子470級                |
| 金     | ジャイルズ・スコット | セーリング     | 男子フィン級             |
| 金     | エド・クランシー スティーヴン・バーク オワイン・ドゥル ブラッドリー・ウィギンス | 自転車         | 男子団体追抜             |
| 金     | ケイティ・アーチバルド ローラ・トロット エリノア・バーカー ジョアンナ・ロウセル | 自転車         | 女子団体追抜             |
| 金     | ジェイソン・ケニー | 自転車         | 男子スプリント           |
| 金     | フィリップ・ヒンデス ジェイソン・ケニー カラム・スキナー | 自転車         | 男子チームスプリント     |
| 金     | ジェイソン・ケニー | 自転車         | 男子ケイリン             |
| 金     | ローラ・トロット | 自転車         | 女子オムニアム           |
| 金     | シャーロット・デュジャルダン | 馬術           | 馬場馬術個人             |
| 金     | ニック・スケルトン | 馬術           | 障害飛越個人             |
| 金     | ジョセフ・クラーク | カヌー         | 男子K-1                  |
| 金     | リアム・ヒース | カヌー         | 男子K-1 200m             |
| 金     | ジャスティン・ローズ | ゴルフ         | 男子                     |
| 金     | ジェード・ジョーンズ | テコンドー     | 女子57kg級               |
| 金     | アリスター・ブラウンリー | トライアスロン | 男子                     |
| 銀     | ジェシカ・エニス＝ヒル | 陸上           | 女子七種競技             |
| 銀     | ステファン・ミルン ダンカン・スコット ダニエル・ウォレス ジェームス・ガイ | 競泳           | 男子4×200mリレー         |
| 銀     | クリス・ウォーカー＝ヘボン アダム・ピーティ ジェームス・ガイ ダンカン・スコット | 競泳           | 男子4×100mメドレーリレー |
| 銀     | ジャスミン・カーリン | 競泳           | 女子400m自由形           |
| 銀     | ジャスミン・カーリン | 競泳           | 女子800m自由形           |
| 銀     | シボーン・マリー・オコナー | 競泳           | 女子200m個人メドレー     |
| 銀     | ジャック・ロー | 飛込           | 男子3m板飛込             |
| 銀     | ヴィクトリア・ソーンリー キャサリン・グレインジャー | ボート         | 女子ダブルスカル         |
| 銀     | ケイティー・グリーブス メラニー・ウィルソン フランセス・ホートン ポリー・スワン ジェシカ・エディー オリビア・カーネギー＝ブラウン カレン・ベネット ゾーイ・リー ゾーイ・ デ・トレド | ボート         | 女子エイト               |
| 銀     | ジョー・ジョイス | ボクシング     | 男子スーパーヘビー級     |
| 銀     | ルイス・スミス | 体操           | 男子あん馬               |
| 銀     | ブライオニー・ページ | トランポリン   | 男子個人                 |
| 銀     | ニック・デンプシー | セーリング     | 男子RS-X級               |
| 銀     | カラム・スキナー | 自転車         | 男子スプリント           |
| 銀     | レベッカ・ジェームズ | 自転車         | 女子スプリント           |
| 銀     | レベッカ・ジェイムス | 自転車         | 女子ケイリン             |
| 銀     | マーク・カヴェンディッシュ | 自転車         | 男子オムニアム           |
| 銀     | スペンサー・ウィルトン フィオナ・ビッグウッド カール・ヘスター シャーロット・デュジャルダン | 馬術           | 馬場馬術団体             |
| 銀     | マーク・ベネット ダン・ビビー フィル・バージェス サム・クロス オリー・リンゼイ＝ヘイグ ルアリド・マコノキー トム・ミッチェル ダン・ノートン マーク・ロバートソン ジェームス・ロドウェル マーカス・ワトソン | ラグビー       | 男子                     |
| 銀     | デイビッド・フローレンス リチャード・ハウンズロー | カヌー         | 男子C-2                  |
| 銀     | リアム・ヒース ジョン・スコフィールド | カヌー         | 男子K-2 200m             |
| 銀     | ルタロ・ムハンマド | テコンドー     | 男子80kg級               |
| 銀     | ジョナサン・ブラウンリー | トライアスロン | 男子                     |
| 銅     | グレッグ・ラザフォード | 陸上           | 男子走幅跳               |
| 銅     | エイシャ・フィリップ デシリー・ヘンリー ディナ・アッシャー＝スミス ダリル・ネイタ | 陸上           | 女子4×100mリレー         |
| 銅     | エイリー・チャイルド アニカ・オヌオラ エミリー・ダイアモンド クリスティーン・オールグー | 陸上           | 女子4×400mリレー         |
| 銅     | ソフィー・ヒチョン | 陸上           | 女子ハンマー投           |
| 銅     | トム・デーリー ダニエル・グッドフェロー | 飛込           | 男子10mシンクロ高飛込    |
| 銅     | ジョシュア・ブアツィ | ボクシング     | 男子ライトヘビー級       |
| 銅     | マックス・ウィットロック | 体操           | 男子個人総合             |
| 銅     | ナイル・ウィルソン | 体操           | 男子鉄棒                 |
| 銅     | エイミー・ティンクラー | 体操           | 女子ゆか                 |
| 銅     | クリス・フルーム | 自転車         | 男子個人タイムトライアル |
| 銅     | ケイティ・マーシャン | 自転車         | 女子スプリント           |
| 銅     | サリー・コンウェイ | 柔道           | 女子70kg級               |
| 銅     | クリス・ラングリッジ マーカス・エリス | バドミントン   | 男子ダブルス             |
| 銅     | エドワード・リング | 射撃           | 男子トラップ             |
| 銅     | スティーブン・スコット | 射撃           | 男子ダブルトラップ       |
| 銅     | ビアンカ・ウォークデン | テコンドー     | 女子67kg超級             |
| 銅     | ビッキー・ホランド | トライアスロン | 女子                     |